# Erdgöttin

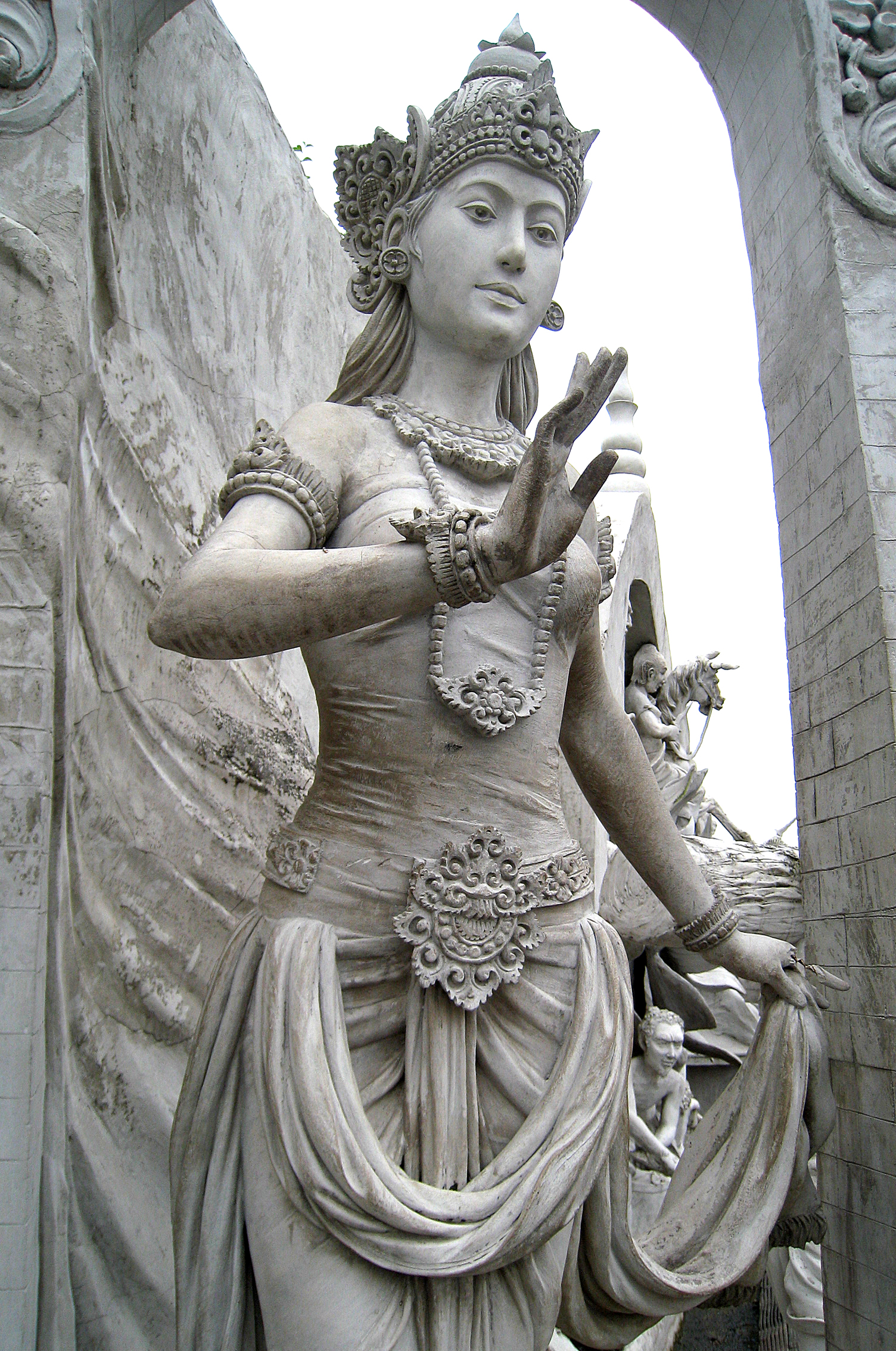
Ibu Pertiwi die Erdmutter Indonesiens, abgeleitet von der Hindugöttin Prithvi

Als Erdgöttin, Erdmutter oder Erdherrin werden vornehmlich in der ethnologischen und religionswissenschaftlichen Literatur mythische Geistwesen oder Göttinnen bezeichnet, die in manchen historischen oder rezenten ethnischen Religionen göttliche Macht über den Boden und seine Bewohner (menschliche, tierische, pflanzliche, aber auch ggf. deren innewohnenden Geister) ausüben. Sie (viel seltener Er, der Erdherr) ist zuständig für die Fruchtbarkeit der Pflanzen – häufig auch der Tiere – und damit entscheidend für das Wohlergehen der Menschen. Oftmals ist sie auch Schutzherrin über die Aufteilung des Bodens unter den Menschen. Erdmütter werden nahezu ausschließlich in Pflanzerkulturen angebetet, bei denen die Erde als Ursprung der Pflanzen von zentraler ökonomischer und religiöser Bedeutung ist. Die Anzahl von Erdgöttinnen, die auf eine entsprechende Grundvorstellung zurückgehen, ist sehr groß; doch haben sich im Laufe der Geschichte die Kulte der einzelnen Gottheiten immer wieder miteinander vermischt. So sind die Erdgöttinnen oft nicht nur mit der Fruchtbarkeit verbunden, sondern auch mit der Unterwelt und mit dem Tod.
Weltanschauungen, bei denen die Verehrung der Erde im Mittelpunkt steht, werden bisweilen als Chthonismus bezeichnet. Dies gilt auch für moderne Theorien wie etwa die evolutionsbiologische Gaia-Hypothese.
Die religionsgeschichtliche und archäologische Entsprechung zur Erdmutter ist die Muttergöttin oder Große Mutter. Die Begriffe werden allerdings häufig synonym benutzt.

## Abgrenzung zu „Mutter Erde“ und „Mutter Natur“
Während Erdmütter und Muttergöttinnen im engsten Sinne göttliche Personifikationen der Erde sind, denen menschenähnliche Züge, Wille und Handlungsmacht zugesprochen wird, existiert auch die Vorstellung einer Mutter Erde, die eher pantheistisch beziehungsweise animistisch (im Sinne von Umwelt, Land, Natur oder Planet) als eine heilige Ganzheit mit diversen übersinnlich-transzendenten Attributen gesehen wird. In der ethnologischen Literatur wird dies jedoch selten differenziert. Überdies ist die metaphorische Redensart Mutter Natur davon abzugrenzen, die keine religiöse Bedeutung enthält.

## Mythologie und Glaube
In vielen mythologischen Systemen, in denen Erdmütter vorkommen, wird auch der Ursprung des Menschen oftmals in der Erde (im Sinne von Boden) gesehen (vergleiche: Biblische Erschaffung des Menschen oder Atraḫasis-Epos). Ebenfalls häufig ist die Vorstellung, dass man nach dem Tod wieder zu Erde wird oder in der Erde (im Sinne von Unterwelt) fortlebt.
Eine zentrale Idee in traditionellen Pflanzerkulturen ist das „Weltelternpaar“, dass aus einem himmlischen Vater- (häufig Wettergott) und einer irdischen Muttergottheit besteht. Sie vereinigen sich alljährlich in einer „heiligen Hochzeit“, bei der die Erde vom Regen befruchtet wird, um neues Pflanzenwachstum hervorzubringen. Besonders in Kulturen mit Getreideanbau herrscht dieses Bild vor. Häufig werden die Kulturpflanzen als Sohn- oder Tochtergottheiten des Weltelternpaares betrachtet. Die Erdmutter war demnach für den Erntesegen verantwortlich und bei vielen Kulturen zudem für die Fruchtbarkeit der Frauen, so dass sie für das Wohlergehen der Menschen eine vorrangige Stellung hatte. Sie wurde häufig als reife, ältere Frau (vergleiche: Matrone) vorgestellt, die überwiegend segensstiftend war.
Dennoch kommt auch der Glaube an negative Eigenschaften vor: So hat sie in einigen Kulturen eine „düstere Aura“, die sich in dunklen Farben und nächtlichen, oft orgiastischen Riten ausdrückt. Nahezu weltweit ist der Erdmutter-Kult mit blutigen Tier- (oder früher auch Menschen-)Opfern verbunden, die sie zur „Düngung“ oder Versöhnung benötigt, um ihre Segenskraft zu entfalten.
Michael Witzel (2012) hält allerdings einen spätpaläolithischen Ursprung der Idee des Weltelternpaares für wahrscheinlich; die Idee, dass die Menschen durch die Trennung von Himmel und Erde entstanden sei, gehöre nicht nur zum mythologischen Inventar von Pflanzerkulturen. Die mythologische Überlieferung sei in frühen Zeiten wenig von der klimatischen und landschaftlichen Umgebung beeinflusst worden, sie sei extrem konservativ und stabil.

## Herkunft
In vielen Wildbeuter-Kulturen wird der „Herr der Tiere“ als göttlicher Hüter der Tierwelt, bisweilen als ihr Schöpfer und Bewahrer ihrer Fruchtbarkeit oder auch als Helfer des Jägers angesehen. Deutlich seltener tritt eine Herrin der Tiere auf, so etwa bei sibirischen Völkern, bei den Eskimovölkern (→ Sedna) sowie bei süd- und südostasiatischen Ethnien. Die ältesten neolithischen Darstellungen von Muttergöttinen zeigen sie zum Teil in Verbindung mit bestimmten Wildtieren, so dass Prähistoriker hier die Übergangsform von der Tierherrin zur Fruchtbarkeitsgöttin vermuten. Der letztgenannte Aspekt bekam aufgrund der nunmehr zunehmend agrarischen Lebensweise eine immer größere Bedeutung. Noch heute haben Erdmütter-Göttinnen bei zahlreichen traditionellen Pflanzer- und Bauernkulturen eine nicht unerhebliche, teils sogar dominierende Rolle in der jeweiligen Religion.
Der Religionswissenschaftler Albrecht Dieterich sah in seiner umfangreichen Schrift Mutter Erde – Ein Versuch über Volksreligion (1905) den Gedanken einer „gottgleichen“, beseelten Erde ohne menschenähnliche Züge als Vorläufer der anthropomorphen Vorstellungen einer Erdgöttin an. Als direkte Fortführung aus dem animistischen Allbeseeltheitsglauben der Frühzeit oder rezenter Jägervölker wird diese These auch von modernen Autoren gestützt. Eine eindeutige Zuordnung zu beseelter Erde oder Erdgöttin ist jedoch in sehr vielen Fällen schwierig, da vielfach beide Aspekte eine Rolle spielen.

## Verbreitung

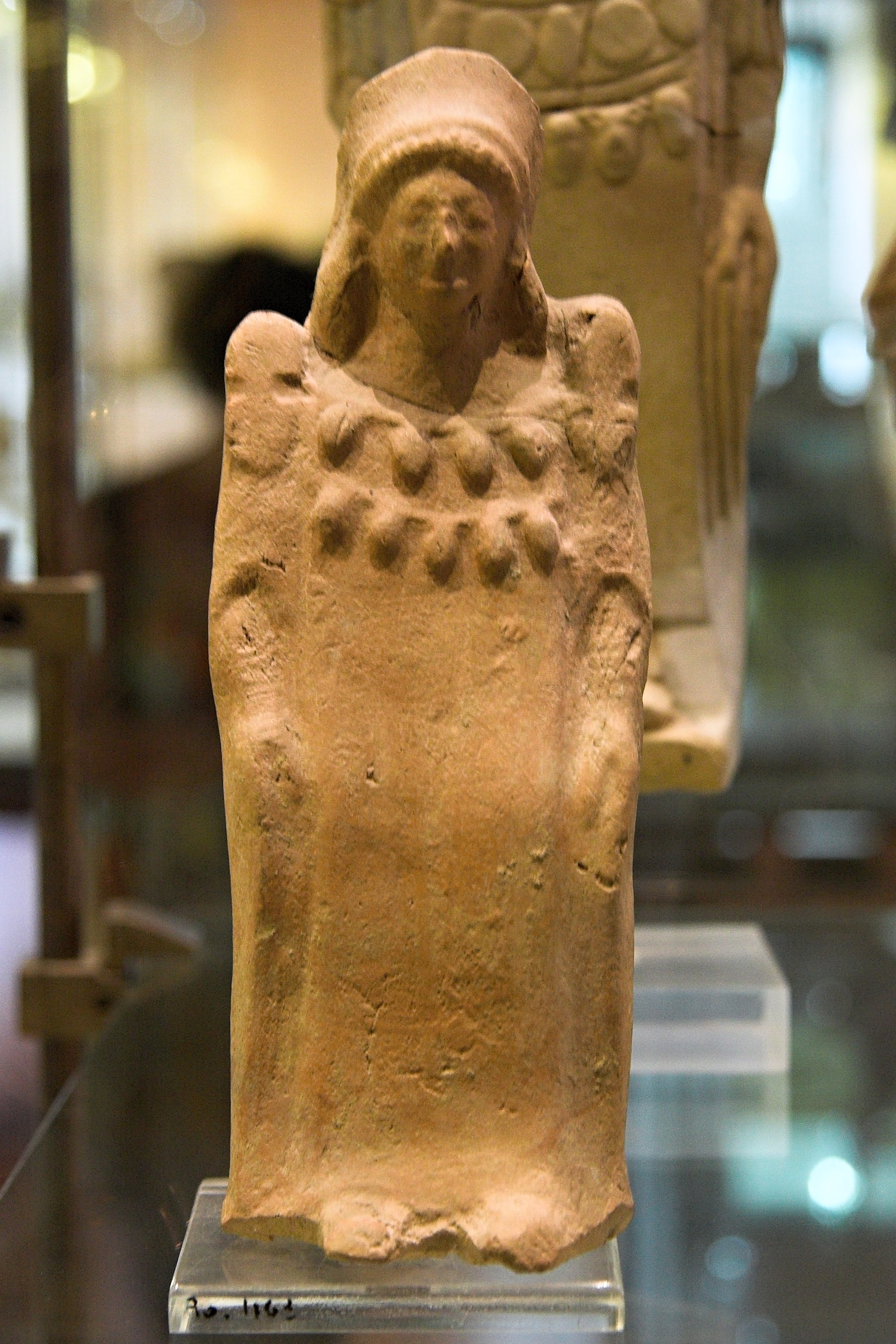
Tonfigur der Demeter (ca. 520–500 v. Chr.), Museo Archeologico Regionale (Agrigent)

In Wildbeuterkulturen kommen Erdmuttergöttinnen nur sehr selten vor. Auch in den Hirtenkulturen der trockenen Steppen spielt die Fruchtbarkeit der Erde eine viel geringere Rolle als der regenbringende Himmel und entsprechende Himmelsgötter.
Das Motiv einer personifizierten Erde mit menschenähnlichen Eigenschaften ist demgegenüber das konstituierende Element von traditionellen Pflanzerkulturen. Es ist bereits für viele historische Agrarkulturen nachweisbar. Zur korrekten Abgrenzung der Fachbegriffe werden diese im Artikel Muttergöttin aufgeführt.
Im Folgenden einige Beispiele für Erdgöttinnen in antiken und rezenten Pflanzerkulturen:

### Hellas und Rom
Die griechische Göttin der Fruchtbarkeit, der Saat und des Getreides war Demeter (Chthonia Thea, die Erdgöttin). Die entsprechende römische Göttin war Ceres („die Schöpferin“ von lat. creare, „erschaffen“, „zeugen“). Vermutlich ist ihr Ursprung etruskisch. Ihr Fest, die Cerialia, ist schon im ältesten römischen Kalender verzeichnet. Das Wesen der Ceres ist durch allmähliche Angleichung an ältere Vorstellungen der Mutter Erde (italisch/lateinisch: Tellus oder terra mater, griechisch: Gaia) gekennzeichnet. Die Erdgöttinnen sanken später zu Unterweltsgöttinnen herab, so die Tochter der Demeter, Persephone bzw. die der Ceres, Proserpina.

### Übriges Europa
Die Erd- und Fruchtbarkeitsgöttin der Ostslawen war Mokosch, die der Litauer Zemes māte („Erdmutter“) oder Žemyna (von lit.: žemė, „Erde“; ähnlich lettisch), die der Basken Mari. Bei Kelten, Germanen und Finnen gab es nur noch (teils männliche) Vegetations- und Fruchtbarkeitgottheiten, keine typische Erdgöttin.

### Westafrika
Viele Stammesgesellschaften Westafrikas kennen neben dem Gott des Regens, des Blitzes und des Donners eine göttliche Erdmutter. Sie wird als Mutter der Menschheit personalisiert und ist verantwortlich für die Fruchtbarkeit von Mensch und Boden.
Für die in Nordtogo und Ghana beheimateten Konkomba etwa ist die Göttin Kiting zum einen die lebenspendende Kraft und zum anderen die Ernährerin, mit der die Gemeinschaft eng verbunden ist; sowie die höchste moralische Instanz. Auch sie empfängt ihre Fruchtbarkeit durch den Regen eines Himmelsgottes. Daneben ist sie die Mutter des höchsten Wesens Uwumbor. Dieser Gott gilt jedoch als zu abstrakt und fern, so dass er niemals direkt angesprochen wird.
Auch für die Yoruba ist Aja die Göttin der Erde, des Waldes, der Pflanzen und Tiere. Die Körper und spirituellen „Köpfe“ (ori-inu), d. h. Schicksale der Menschen hat hier jedoch der Töpfer Ajala erschaffen; der oberste Gott Olodumare haucht ihnen Leben ein, was an die Überlieferungen der semitischen Hochkulturen erinnert. Die vermutlich etwa 5000 Jahre alte komplexe Metaphysik der Yoruba ist also nicht mehr die einer Stammesgesellschaft; sie wurde möglicherweise von Ägypten beeinflusst.

### Sudan
Bei den schwarzafrikanischen Stämmen des Sudan wird Ile – die Erde – durch die Göttin Onile repräsentiert, aus der alles Leben kommt, die für das Wohlergehen des „Königs“ und seines Reiches notwendig ist und in die die Toten als Rachedämonen wieder zurückkehren. Sie wird als Mutter (Iya) angesprochen und mit der linken Seite assoziiert. Darüber hinaus gibt es keine einheitlichen Aussagen über ihre Erscheinung. Sie hat das gleiche Alter wie der Himmel und beide existierten vor den Göttern Orisha.

### Nordamerika
- Die Vegetations- und Erdgöttin der Navajo-Indianer war Sich Wandelnde Frau, die mit dem Zyklus der Jahreszeiten altert und sich wieder verjüngt.[15]
- Tuwapongtumsi (Sandaltarjungfrau – Göttin aller Pflanzen), Tiikuywuuti (Kind, das aus der Frau gleitet – Göttin des Jagdwildes) oder Taalawtumsi (Morgendämmerungsfrau – Göttin der Geburt und des Wachstums) waren die drei wichtigsten Erdgöttinnen der Hopi, die häufig gleichgesetzt und nicht differenziert wurden.[16]

### Mittelamerika
- In den stets von Trockenheit bedrohten Hochkulturen Mesoamerikas, die über die Fähigkeit zu präzisen astronomischen Beobachtungen verfügten, verlieren die Erdgottheiten relativ an Bedeutung zugunsten der Himmels- und Wassergottheiten. Die grausame Erdgöttin der Azteken war Coatlicue, die auch Mutter des Mondes und der Sterne war. Die Fruchtbarkeitsgöttin der Maya war keine Erd-, sondern die Mondgöttin Ix Chel.
- Bei einigen Völkern des Kulturareales Mesoamerika bis hinunter zur Zirkumkaribik hatte der überall bedeutende Jaguar-Gott die Rolle einer männlichen bzw. geschlechtslosen Erdmuttergöttin.[17][18]

### Andenraum in Südamerika

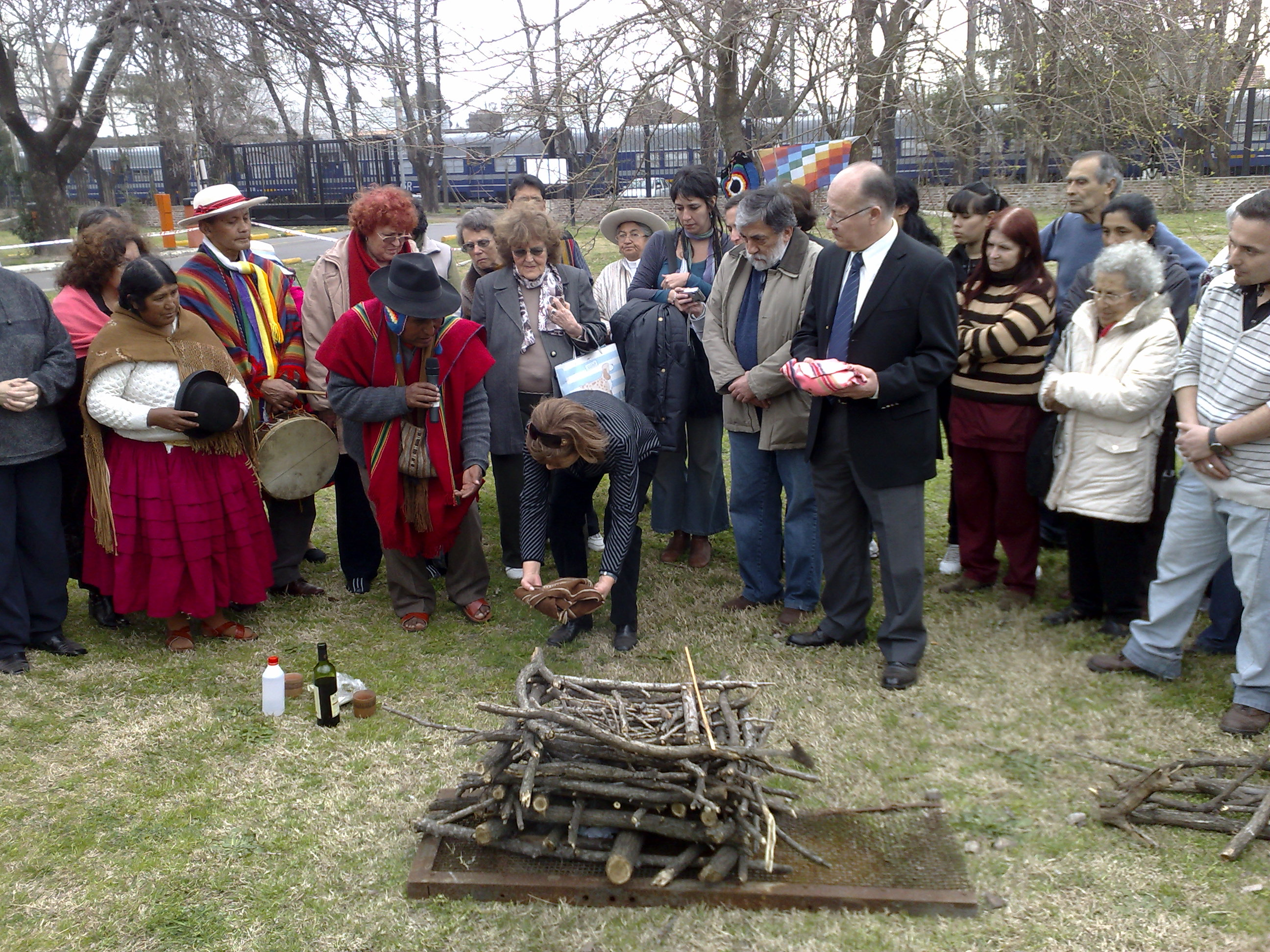
Ritual zu Ehren von Pachamama an der Universidad Nacional de Lanús (Buenos Aires, Argentinien)

Bei den Quechua- und Aymara-Völkern des gesamten Andenraumes ist der Glaube an die „Mutter Welt“ Pachamama trotz des jahrhundertelangen christlichen Einflusses immer noch deutlich ausgeprägt. Der Wortbestandteil Pacha steht für die ursprüngliche pantheistische Idee eines heiligen kosmischen Ganzen, welches den Lebensraum das ganze Universum umfasst und von der Umwelt des Menschen repräsentiert wird. Pacha ist die zentrale Kraft in Raum und Zeit, die die Welt der Götter, der Mythen und des irdischen Lebens miteinander vereint. Erst die synkretistische Vermischung mit der christlichen Marienverehrung führte zur Personifizierung als anthropomorphe Muttergöttin (Mama), die das Leben der Menschen bestimmt. Pachamama hat sowohl segensreiche Eigenschaften für die Kultivierung der Erde durch Ackerbau und Viehzucht als auch unheilbringende wie unbewohnbare Gebiete, Naturkatastrophen und Epidemien. Seit jeher werden ihr Opfer gebracht (etwa Chicha-Maisbier, Cocablätter oder Tierblut) um ihr neue Kraft zu geben.

### Indien
Die aus den Veden stammende Muttergöttin wird Prithivi genannt. Im Rigveda wird sie in sechs Hymnen zusammen mit ihrem Gemahl Dyaus als Dyava-Prithivi angerufen. Sie gilt als die freundliche Mutter aller Wesen. Ihre Kinder sind: Indra, Agni, Surya und Ushas. Ihr Symboltier ist die heilige Kuh. Prithivi spielt im „offiziellen“ Hinduismus keine Rolle mehr, wird jedoch in den indischen Volk- und Stammesreligionen bzw. im Shaktismus als Erd- und Muttergöttin verehrt. Auch die Göttinnen Sarasvati, Kali, Bhumi, Bhudevi oder Durga werden verschiedentlich als Muttergöttinnen angesehen.

### Indonesien
In Ostindonesien (vor allem Zentral-Seram, Ambon und West-Flores) sowie in Teilen von Sulawesi existiert bei vielen Ethnien die Vorstellung der heiligen Urhochzeit von Himmel und Erde, bei der die jeweilige Erdgöttin vom Regen befruchtet wird. Darüber hinaus spielt dieses Götterpaar oftmals eine Rolle bei den örtlichen Schöpfungsmythen. So hat der höchste Gott der Ngaju aus Borneo die Trennung von Vater Himmel und Mutter Erde vollzogen; den Schöpferwesen, die alsdann als Berge weiterexistierten.

### Ozeanien

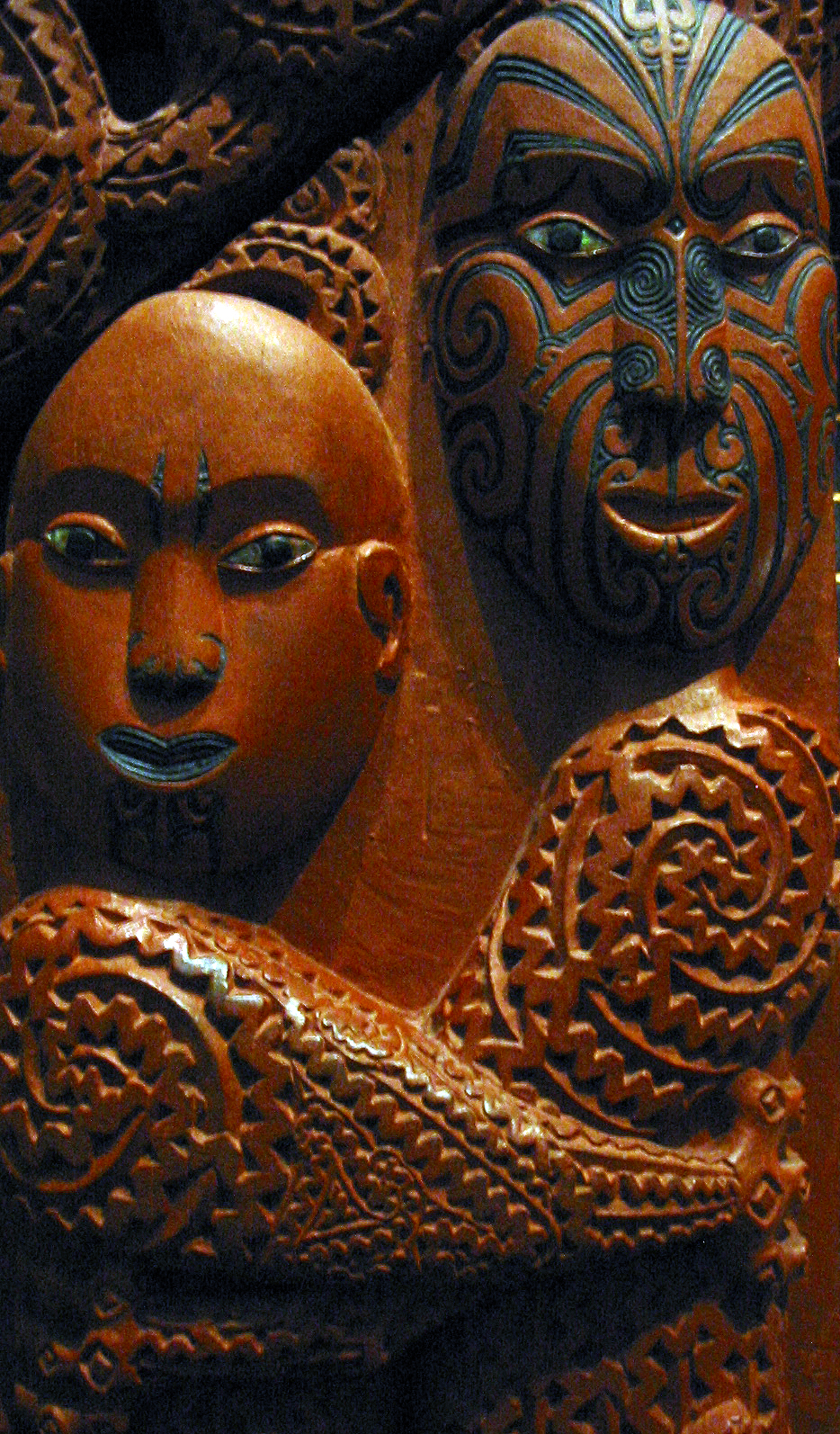
Rangi und Papa in inniger Umarmung

In der Mythologie der Māori, aber auch in Teilen Indonesiens und in Polynesien sind der himmlische Vater Rangi (auf Hawaii: Wakea) und die Erdmutter Papa (auf Hawaii: Papahanaumoku) zunächst so eng vereint, dass ihre Söhne in Dunkelheit leben müssen. Diese Söhne wachsen heran und sprechen miteinander, wie es wäre, im Licht zu leben. Später trennen sie sich. Dieser Mythos weist Parallelen zu Mythen der Turkvölker, der Mongolen, Koreaner und Chinesen auf.